# خورخه فوساتی
خورخه فوساتی (اسپانیایی: Jorge Fossati‎؛ زادهٔ ۲۲ نوامبر ۱۹۵۲) بازیکن سابق و مربی فوتبال اهل اروگوئه است.

## باشگاهی
از باشگاه‌هایی که در آن بازی کرده‌است می‌توان به باشگاه فوتبال کوریتیبا، باشگاه فوتبال پنیارول، اتلتیکو ایندپندینته و روساریو سنترال، اتلتیکو ایندپندینته و باشگاه فوتبال کوریتیبا اشاره کرد.

## تیم ملی
وی همچنین در تیم ملی فوتبال اروگوئه بازی کرده‌است.